# 好想約你
好想約你，是香港女歌手炎明熹一首2022年推出的粵語歌曲，亦是大家樂「生活小品」三部曲廣告主題曲完整版，由伍仲衡作曲，張美賢、霍嘉樂填詞，由星夢娛樂派台，歌曲推出後成為中文歌曲龍虎榜及勁歌金榜兩台冠軍歌，炎明熹憑此曲於《廣播九十五周年十大中文金曲》首奪「十大中文金曲」。

## 創作與製作
好想約你時長3分18秒，以
拍的F大調創作，每分鐘84拍，由伍仲衡負責作曲、編曲、監製，張美賢、霍嘉樂填詞。
2022年香港連鎖快餐店大家樂推出品牌企劃「有大家，就有大家樂」（A Taste of Togetherness），此歌為當中的電視廣告系列（又稱「生活小品三部曲」）之廣告歌，由伍仲衡作曲，炎明熹演唱，填詞者未明，原版只有副歌部分，其中歌詞「大家快樂 始終不變」取自快餐店名稱，當時並未有明確歌名。該品牌企劃獲得是年度香港區艾菲獎（Effie Awards）金獎。後來因甚多歌迷向炎明熹及伍仲衡表示希望有完整版本，遂策劃將廣告歌擴編為完整版本，取名好想約你。
該電視廣告系列包括《我的善忘爺爺》、《我的WFH男友》及《我的同班巴打》三段片，分別描述生活點滴中的親情、愛情、友情這三種人與人之間的感情，因此此歌亦以這些感情為主題。
不同於炎明熹過往的歌曲，此歌曲風甜蜜，為配合新曲風，炎明熹按照伍仲衡指導改變一貫的唱腔。

## 發行與宣傳
歌曲於2022年11月21日透過無綫電視旗下唱片公司星夢娛樂（TVB Music Group）發行，並被派送至新城電台、香港商業電台等。
配合歌詞主題，此歌的官方MV內容是拿著菲林相機的炎明熹，遊走於天星小輪、中上環舊街等地方（最後前往大家樂快餐店用膳），拍攝街景及沿途所見的人情味，具有文青味道。
官方MV上載至Youtube一週後已獲一百萬點擊數，成績理想。大家樂隨後推出「炎明熹好想約你～做善事」慈善捐款活動，按其後MV所獲得的點擊數向香港認知障礙症協會捐款。
2023年1月26日（初五），炎明熹本色客串無綫電視長篇處境喜劇《愛·回家之開心速遞》，於第1846集獻唱《好想約你》。

## 電台派台成績

### 香港電台第二台中文歌曲龍虎榜走勢
| 週次     | 第51週   | 第52週   | 第53週   | 2023年第1週 | 第2週   | 第3週   |
| 放榜日期 | 12月17日 | 12月24日 | 12月31日 | 1月7日      | 1月14日 | 1月21日 |
| 榜上位置 | 19       | 14       | 9        | 5           | 1       | 5       |
| -------- | -------- | -------- | -------- | ----------- | ------- | ------- |

### 新城知訊台勁爆本地榜 走勢
| 週次     | 第50週   | 第51週   |
| 放榜日期 | 12月10日 | 12月17日 |
| 榜上位置 | 7        | 5        |
| -------- | -------- | -------- |

### TVB勁歌金榜走勢
| 週次     | 第49週  | 第50週   | 第51週   | 第52週   | 2023年第1週 | 第2週  | 第3週   | 第4週   |
| 放榜日期 | 12月4日 | 12月11日 | 12月18日 | 12月25日 | 1月1日      | 1月8日 | 1月15日 | 1月22日 |
| 榜上位置 | 9       | 7        | 5        | 4        | 3           | 2      | 2       | 1       |
| -------- | ------- | -------- | -------- | -------- | ----------- | ------ | ------- | ------- |

### 各大流行榜最高位置
| 樂壇流行榜     | 最高位置 |
| -------------- | -------- |
| 中文歌曲龍虎榜 | 1        |
| 勁歌金榜       | 1        |
| 新城勁爆本地榜 | 5        |

## 迴響
仍在學、本名王佳恩的歌曲原唱炎明熹於所讀中學聖安當女書院聯歡會上以學生身份演唱此歌，影片被上載至Youtube，網民戲稱名叫王佳恩的學生模仿歌星炎明熹甚為神似，「演繹與原唱不相伯仲」，甚至「超越原唱」。這些戲言成為城中熱話，而「王佳恩」三字正是炎明熹的本名。而歌曲音樂影片被上載至YouTube後，在5日內破百萬點擊，累計達410萬點擊率。 炎明熹更憑此曲於《廣播九十五周年十大中文金曲》首奪「十大中文金曲」。

## 所獲獎項
| 年份 | 頒獎典禮                   | 獎項         | 結果 |
| ---- | -------------------------- | ------------ | ---- |
| 2023 | 廣播九十五周年十大中文金曲 | 十大中文金曲 | 獲獎 |

## 備註
1. ↑  未能肯定張美賢、霍嘉樂兩人誰是廣告版本填詞者，或是否兩人皆是。
2. ↑  參考TVB娛樂新聞台專訪炎明熹影片0:27[7]。
3. ↑  參考TVB娛樂新聞台專訪炎明熹影片0:36[7]。
4. ↑  參考TVB娛樂新聞台專訪炎明熹影片1:20[7]。
5. ↑  大家樂是年一直與該會合作慈善計劃。[10]